# Luka Budisavljević
Luka Budisavljević est un joueur d'échecs serbe né le 22 janvier 2004 à Belgrade, grand maître international depuis 2021.
Au 1er novembre 2023, il est le huitième joueur serbe avec un classement Elo de 2 515 points.

## Biographie et carrière
Luka Budisavljević remporte la médaille d'argent au championnat d'Europe des moins de 18 ans d'échecs rapides en décembre 2021 .
Il marque 5,5 points sur 7  au premier échiquier de la Serbie lors du championnat d'Europe par équipes de moins de 18 ans en juillet 2022 ainsi que la médaille de bronze au championnat d'Europe de blitz dans la même catégorie.
En octobre 2022, il marque 6,5 points sur 11 au championnat du monde d'échecs junior de Dorgali.
En 2023, il marque 8,5 points sur 11 au championnat du monde junior disputé à Mexico et finit troisième au départage (médaille de bronze),.